# Barbie in: Die 12 tanzenden Prinzessinnen
Barbie in: Die 12 tanzenden Prinzessinnen ist ein computeranimierter Film im Barbie-Universum aus dem Jahr 2006. Thematisch entlehnt der Film Motive aus dem Märchen „Die zertanzten Schuhe“ (KHM 133) der Brüder Grimm.

## Handlung
König Rudolf lebt mit seinen zwölf Töchtern Ashlyn, Blair, Courtney, Delia, Edeline, Fallon, Hadley, Isla, Janessa, Kathleen, Lacey und Genevieve (Barbie) friedlich in seinem Schloss. Nachdem die Erziehung seiner Töchter von Dritten kritisiert worden ist, bittet er seine Cousine Roswitha, seinen Kindern gutes Benehmen beizubringen.
Die Herzogin Roswitha hat jedoch Böses im Sinn: In der Absicht, Rudolfs Königreich übernehmen zu können, vergiftet sie diesen. Die zwölf Prinzessinnen werden zudem von Roswitha immer wieder schikaniert. Die Lieblingsbeschäftigungen der Mädchen – das Singen und das Tanzen – werden strikt untersagt.
Prinzessin Genevieve und ihre elf Geschwister finden indes ein Tor zu einer magischen Welt. Hier können sie ungestört tanzen, ohne unter Roswithas strengen Befehlen zu stehen. Aufgrund seines schlechten Gesundheitszustandes lässt Rudolf Roswitha urkundlich als königliche Vertretung eintragen.
Zusammen mit dem Schuhmacher Derek, der sich in Prinzessin Genevieve verliebt hat, kommen die Prinzessinnen den Machenschaften der Herzogin auf die Schliche. Sie überlisten die Handlanger Roswithas und können ihrem Treiben Einhalt gebieten. Mit etwas Wasser aus der magischen Welt können die Mädchen den Gesundheitszustand ihres Vaters wiederherstellen.
Der Film endet mit der Hochzeit zwischen dem Schuhmacher und Prinzessin Genevieve.

## Figuren
Die 12 Schwestern sind namentlich nach dem Alphabet und ihrem Alter geordnet. Es fängt bei A an und endet mit dem Anfangsbuchstaben L. Die Synchronisation des Films wurde bei der Deutschen Synchron nach einem Dialogbuch und unter der Dialogregie von Beate Gerlach erstellt.
| Rolle             | Englische Sprecher | Deutsche Sprecher        | Beschreibung                                                                                          |
| Die Prinzessinnen | Die Prinzessinnen  | Die Prinzessinnen        | Die Prinzessinnen                                                                                     |
| ----------------- | ------------------ | ------------------------ | --- |
| Ashlyn            | Nicole Oliver      | Esther Barth             | Älteste, trägt ein violettes Kleid, braune Haare                                                      |
| Blair             | Jennifer Copping   | Julia Meynen             | liebt Reiten und Pferde, trägt ein rotes Kleid, schwarze Haare                                        |
| Courtney          | Lalainia Lindbjerg | Giuliana Jakobeit        | liebt Lesen, trägt ein blaues Kleid, braune Haare                                                     |
| Delia             | Kathleen Barr      | Julia Ziffer             | sehr sportlich, trägt ein grünes Kleid, blonde Haare, Lieblingsschwester von Edeline                  |
| Edeline           | Chiara Zanni       | Susanne Kaps             | sehr sportlich, trägt ein oranges Kleid, braune Haare, Lieblingsschwester von Delia                   |
| Fallon            | Adrienne Carter    | Kathrin Neusser          | Romantikerin, trägt ein zartrosa Kleid, blonde Haare                                                  |
| Genevieve         | Kelly Sheridan     | Ilona Brokowski          | beste Tänzerin, trägt ein rosa Kleid, blonde Haare, verliebt in Derek, Hauptdarstellerin              |
| Hadley            | Ashleigh Ball      | Milena Hagedorn          | liebt Stelzenlaufen, trägt ein blaues Kleid, blonde Haare, Zwillingsschwester von Isla                |
| Isla              | Ashleigh Ball      | Milena Hagedorn          | liebt Stelzenlaufen, trägt ein violettes Kleid, braune Haare, Zwillingsschwester von Hadley           |
| Janessa           | Britt McKillip     | Anna Sophia Stephan      | liebt Insekten, trägt ein blau-weißes Kleid, braune Haare, Drillingsschwester von Kathleen und Lacey  |
| Kathleen          | Maddy Capozzi      | Lisa Kummer              | Einzige Rothaarige, trägt ein rosa-weißes Kleid, rote Haare, Drillingsschwester von Janessa und Lacey |
| Lacey             | Chantal Strand     | Jamie Lee Blank          | hat blonde Haare, trägt ein lila Kleid, Drillingsschwester von Janessa und Kathleen                   |
| Weitere Figuren   |                    |                          | |
| Derek             | Shawn Macdonald    | Gerrit Schmidt-Foß       | |
| Felix             | Gabe Khouth        | Olaf Reichmann           | |
| König Rudolf      | Christopher Gaze   | Erich Räuker             | |
| Herzogin Roswitha | Catherine O’Hara   | Claudia Urbschat-Mingues | |
| Detlef            | Garry Chalk        | Marco Kröger             | |
| Twyla             | Nicole Oliver      | Diana Borgwardt          | |
| Brutus            | Peter Kelamis      | Gerald Schaale           | |
| Fabian            | Mark Oliver        | Klaus Lochthove          | |